# Petrarctus holthuisi
Petrarctus holthuisi is een tienpotigensoort uit de familie van de Scyllaridae. De wetenschappelijke naam van de soort is voor het eerst geldig gepubliceerd in 2008 door Yang, Chen & Chan.